# Ефим Фомин
Ефим Мойсеевич Фомин (роден на 15 януари 1909 г. в Колишки, близо до Витебск; † 30 юни 1941 г. в Брест) е полков комисар и заместник-командир на 84-ти стрелкови полк от 6-ти стрелкови полк от народното опъчение. В края на юни 1941 г. е сред защитниците на Брестката крепост.

## Биография
Фомин произлиза от бедно еврейско семейство. Родителите му починали рано и той бил отгледан от близките си. През 1924 г. се присъединява към Комсомола, а през 1930 г. към ВКП(б). Партията го изпраща в армията, където работи като политработник.
През август 1938 г. става дивизионен комисар на 23-та стрелкова дивизия. През 1940 г. той е в Даугавпилс заедно с дивизията. В резултат на обвинение той е понижен през март 1941 г. и е изпратен в Брест като полков комисар на 84-ти стрелкови полк на 6-а стрелкова дивизия.
Сутринта на 22 юни 1941 г. той е в Брестката крепост. След германската атака той поема командването на защитниците, които се с събрали в разположените в кръг казарми при портата Чолмер на крепостта Брест. След дни на тежки боеве германските войски превземат Цитаделата. Йефим Фомин е заловен на 26 юни 1941 г., разпознат като комисар и евреин и разстрелян по заповед на командира от Вермахта.

## Посмъртна чест
3 януари 1957 г.: Йефим Фомин е посмъртно награден с орден „Ленин“ за ролята си в битката при Брестката крепост (1941 г.).
8 май 1991 г.: В съответствие с искането на ветераните от 23-та стрелкова дивизия делото срещу Фомин от началото на 1941 г. е преразгледано, понижението е отменено и званието комисар на дивизията е възстановено.